# Михолевич, Хрвое
Хрвое Михолевич (хорв. Hrvoje Miholjević, род. 8 июня 1979, Загреб) — хорватский шоссейный велогонщик.

## Карьера
В 2001 году принял участие в Средиземноморских играх. На них выступил в групповой гонке.
Участник нескольких чемпионатов мира. Чемпион Хорватии в групповой гонке.
Отметился победами и подиумами на гонках проходивших по территории Италии и бывшей Югославии. 

## Семья
Старший брат Владимир тоже велогонщик.

## Достижения
1999
3-й на Чемпионат Хорватии — групповая гонка
2000
3-й на Чемпионат Хорватии — групповая гонка
2001
 Чемпион Хорватии — групповая гонка
2-й на Гран-при Краньи
2-й на Тур Сербии
3-й на Тур Хорватии
2002
Пореч Трофи 5
2003
2-й на Чемпионат Хорватии — групповая гонка
2004
2-й на Джиро дель Фриули-Венеция-Джулия
3-й на Трофео Спортиви ди Брига
2005
Дороги короля Николы
2-й в генеральной классификации
1-й этап (TTT)
2-й на Тур Сербии
3-й на Ядранска Магистрала
3-й на Чемпионат Хорватии — групповая гонка
2006
 Чемпион Хорватии — групповая гонка
3-й на Гран-при Триберг-им-Шварцвальда
2007
Коппа Сан Гео
Гран-при Каподарко
2-й на Джиро дель Бельведере
3-й на Ядранска Магистрала
2008
Джиро дель Фриули-Венеция-Джулия
1-й в генеральной классификации
4-й этап
2-й на Velika Nagrada Ptuja
2-й на Пикколо Джиро ди Ломбардия
2009
2-й на Любляна — Загреб
3-й на Пореч Трофи
2010
Гран-при Betonexpressz 2000
2011
3-й на Гран-при Фолиньяно

## Рейтинги
| Год                 | 2005  | 2006  | 2007 | 2008  | 2009  | 2010  | 2011  |
| ------------------- | ----- | ----- | ---- | ----- | ----- | ----- | ----- |
| Европейский тур UCI | 145-й | 195-й | 60-й | 124-й | 267-й | 212-й | 540-й |
|                     |       |       |      |       |       |       |       |
| Источник: UCI       |       |       |      |       |       |       |       |